# アウグスト・フォン・ザクセン
アウグスト・フォン・ザクセン（August von Sachsen, 1589年9月7日 - 1615年12月26日）は、ナウムブルク修道院の管理者（在任：1591年 - 1615年）。

## 生涯
アウグストは、ザクセン選帝侯クリスティアン1世（1560年 - 1591年）とブランデンブルク選帝侯ヨハン・ゲオルクの娘ゾフィー・フォン・ブランデンブルク（1568年 - 1622年）との間に末息子として生まれた。兄クリスティアン2世およびヨハン・ゲオルク1世はザクセン選帝侯となった。ヨハン・ゲオルク1世より年間21,000フローリンの年金とゼンフテンベルクを与えられた。
アウグストはヴィッテンベルク大学を卒業した。そこでは、ヴォルフガング・ヒルシュバッハがアウグストの教育を指導する任務を与えられた。アウグストは1601年の冬から1606年まで大学総長の職を務めた。ただし学術面については副総長が担当した。
1612年1月1日、ブラウンシュヴァイク＝ヴォルフェンビュッテル公ハインリヒ・ユリウスの娘エリーザベト・フォン・ブラウンシュヴァイク＝ヴォルフェンビュッテル（1593年 - 1650年）とドレスデンで結婚した。 エリザベートは流産を繰り返し、2人の間には子供がいなかった。
アウグストはドレスデンにおいて26歳で急死し、フライベルク大聖堂に埋葬された。